# Dirk Verbeuren
Dirk Verbeuren (ur. 8 stycznia 1975 w Wilrijk) – belgijski muzyk, kompozytor, producent muzyczny i inżynier dźwięku, znany głównie jako perkusista.
Swoją muzyczną przygodę rozpoczął od szkoły podstawowej, gdzie uczył się grać na skrzypcach. Naukę pobierał przez siedem lat. W 1988 roku, wraz z przeprowadzką do Paryża, rozpoczął naukę gry na pianinie i gitarze elektrycznej. Trzy lata później zaczął grać na perkusji. W roku 1993 muzyk przeniósł się do Nancy (Francja), gdzie zapisał się na 18-to miesięczny kurs do MAI (Międzynarodowa Akademia Muzyczna). W tym czasie założył swój pierwszy zespół – Scarve.
Perkusista tak rozwinął swój talent, że został nauczycielem w kategorii "Masterclass" w MAI. W tamtym czasie nagrywał i jeździł w trasy z takimi zespołami jak: Artsonic i Headline. Dirk z dnia na dzień stał się rozpoznawalny, kwestią czasu było oficjalne endorserstwo marki TAMA. Zespół Scarve wydał debiutancki album Translucence w 2000 roku. Jednocześnie Dirk stał się bardzo rozchwytywanym muzykiem sesyjnym. Z jego usług korzystali: Lyzanxia, Aborted, Mortuary, Yyrkoon i Eostenem. W 2004 roku Dirk uczestniczył w sesji dla Soilwork. Kolejne zespoły to: Phazm, Infinited Hate, No Return, One Way Mirror, Sybreed i Sublime Cadaveric Decomposition. W 2005 roku perkusista stał się oficjalnym muzykiem zespołu Soilwork. Grupę opuścił w 2016 roku na rzecz amerykańskiej formacji Megadeth.
Muzyk jest endorserem instrumentów firm Tama i Meinl.

## Wybrana dyskografia
- Taliándörögd - Neverplace (EP, 2002, Adipocere Records)
- Mortuary - Agony In Red (2002, Anvil .corp)
- Aborted - Goremageddon: The Saw and the Carnage Done (2003, Listenable Records)
- Yyrkoon - Occult Medicine (2004, Osmose Productions)
- Taliándörögd - The Parting (2004, Al4as Records)
- Phazm - Hate at First Seed (2004, Osmose Productions)
- Infinited Hate - Heaven Termination (2005, Displeased Records)
- Sybreed - Antares (2007, Listenable Records)
- Sublime Cadaveric Decomposition - Inventory of Fixtures (2007, Bizarre Leprous Production)
- Warrel Dane - Praises to the War Machine (2008, Century Media Records)
- Aborted - Coronary Reconstruction (EP, 2010, Century Media Records)
- Soilwork - The Panic Broadcast (2010, Nuclear Blast)
- Devin Townsend Project - Deconstruction (2011, HevyDevy Records)
- Jeff Loomis - Plains of Oblivion (2012, Century Media Records)
- Naglfar - An Extension of His Arm and Will (EP, 2012, Century Media Records)
- Naglfar - Téras (2012, Century Media Records)
- Darkride - Weight Of The World (2019, Monstrosa Music)